# داردو ميلوك
داردو ميلوك (بالإسبانية: Dardo Miloc) (16 أكتوبر 1990 بلابلاتا في الأرجنتين - ) هو لاعب كرة قدم أرجنتيني في مركز الوسط.

## روابط خارجية
- داردو ميلوك على موقع قاعدة بيانات كرة القدم.إي يو (الإنجليزية)
- داردو ميلوك على موقع Soccerway.com (الإنجليزية)